# Ru de Bourgogne
 (novembre 2014).
Le ru de Bourgogne est une rivière française qui coule dans le département de Seine-et-Marne. 

## Géographie
Il fait 7,50 kilomètres de long.
Il prend le nom de ru de Courgy au niveau du bois d'Arrageon et conflue avec le ru du Rognon. Il est donc un sous-affluent de l'Orgeval. 
Il prend sa source sur la commune de Jouarre.